# كارل إنجل
كارل إنجل (24 نوفمبر 1952 بشويز في سويسرا - ) هو مدرب كرة قدم ولاعب كرة قدم سويسري في مركز حراسة المرمى. شارك مع منتخب سويسرا لكرة القدم. أما مع النوادي، فقد لعب مع نادي سيرفيت ونادي لوزيرن ونادي لوغانو ونادي نوشاتل زاماكس.

## وصلات خارجية
- كارل إنجل على موقع قاعدة بيانات كرة القدم.إي يو (الإنجليزية)
- كارل إنجل على موقع ناشيونال فوتبول تيمز (الإنجليزية)